# 속초교육도서관
속초교육도서관은 대한민국 강원특별자치도 속초시 소재의 도서관이다.

## 연혁
- 1985. 01. 25 속초시 공공도서관 설치 조례 공포.
- 1986. 05. 17 속초시 공공도서관 개관(속초시 교동 636-69).
- 1987. 04. 29 강원도 공공도서관 설치 조례 공포. 속초도서관 설치 및 속초시 공공도서관을 속초도서관 교동 분관으로 소속 및 명칭 변경.
- 2001. 06. 16 속초도서관으로 명칭 변경.
- 2003. 08. 04 속초도서관 디지털 자료실 개실.
- 2003. 11. 10 전자책 서비스 실시.
- 2012. 04. 01 아트 스페이스 개실.
- 2013. 03. 01 속초교육도서관으로 명칭 변경.
- 2016. 03. 01 속초교육문화관 속초분관으로 조직개편(강원도교육규칙 제738호 2016.2.29.전부개정)

## 시설현황
- 2층: 행정실, 평생교육실, 디지털자료실
- 1층: 종합자료실, 정보화교육실, 열람실

## 이용 안내
이용 시간
- 종합자료실: 평일 09:00 ~ 22:00 / 토요일 09:00 ~ 18:00
- 디지털자료실: 09:00 ~ 18:00
- 열람실: 08:00 ~ 23:00

휴관일
- 매주 일요일
- 법정공휴일
- 기타 관장이 필요하다고 인정하는 날